# رفلکس سینوس کاروتید
رفلکس سینوس کاروتید (به انگلیسی: carotid sinus reflex) یا بازتاب سرخرگ سبات، عارضه‌ای است که بر اثر مسدود شدن سرخرگ سبات (شریان کاروتید) و کاهش خون رسانی به مغز و در نتیجه عدم رسیدن اکسیژن کافی به آن باعث بروز اختلالاتی در بدن فرد بیمار می‌گردد.
این بیماری می‌تواند به عنوان فشار درون‌سرخرگی با فشار خون بالا اشتباه گرفته شده و به عنوان یک واکنش طبیعی، بدن سعی کند که ضربان قلب را کندتر و آهسته نماید که می‌تواند منجر به ضربان قلب نامنظم گردیده یا ممکن است فرد هوشیاری خود را از دست بدهد.
این عارضه به هنگام غواصی وقتی اتفاق می‌افتد که یقه تنگ پوشش‌های غواصی یا کلاه‌ها در اطراف گردن سرخرگ‌های سبات را فشرده یا مسدود می‌کند. برای پیش‌گیری از این عارضه پوشش‌ها یا کلاه‌های با یقه تنگ به هنگام غواصی نپوشید.
تنگی کاروتید به معنی تنگ شدن و بسته شدن سرخرگ سبات در ناحیه گردن می‌باشد. شریان کاروتید خون مغز را تأمین می‌کند. این انسداد ثانویه به رسوب چربی به صورت پلاک در سرخرگ با نام آترواسکلروز می‌باشد. رسوب با تجمع چربی در لایه داخلی جدار رگ که به تدریج موجب نامنظمی، تنگی و سرانجام انسداد می‌گردد. این پلاک به نوبه خود می‌تواند موجب تشکیل لخته و جابجایی به سمت مغز و ایجاد سکته مغزی می‌گردد.
سکته مغزی موجب قطع جریان خون به یک ناحیه مغز و در نتیجه نرسیدن مواد غذایی و اکسیژن و در نهایت آسیب پایدار به یاخته‌های مغز می‌گردد. سکته مغزی عامل مهمی برای ناتوانی و مرگ بیماران است و تنگی سباتی (کاروتید) یکی از علل آن می‌باشد.

## علل رفلکس سینوس کاروتید
فاکتورهای خطر زیادی برای تنگی کاروتید ذکر شده‌است از جمله عبارتست از: سن بالا، فشارخون بالا، سیگار، کلسترول بالا به‌ویژه LDL، دیابت یا قند خون بالا و چاقی.

### علائم
علائم بسته به درگیری ناحیه مغزی است، هرچند بسیاری از بیماران بدون علامت هستند و تنگی در حین معاینه کشف می‌شوند. بیماری ممکن است خود را به صورت کاهش بینایی یا ضعف و گزگز در اندام‌ها یا گنگ و مبهم صحبت کردن یا عدم توانایی در بیان کلمات یا نهایتاً به صورت اختلال هوشیاری ظاهر شود. در چنین مواقعی برای جلوگیری از یک سکته واقعی مشاوره اورژانس با یک جراح عروق حیاتی است.

### تشخیص رفلکس سینوس کاروتید
شنیدن صدا با گوشی پزشکی بر روی ناحیه تنگی سرخرگ سبات مجاور زاویه فک تحتانی یک روش تشخیصی در اثر ایجاد جریان گردبادی در ناحیه تنگی است. سایر روش‌های تشخیصی عبارتند از:

#### سونو داپلر
یک روش غیر تهاجمی براساس امواج فوق صوت که می‌تواند تصاویر آناتومیک را به صورت سایه نمایان سازد.

#### MRA
بر اساس امواج مغناطیسی می‌تواند عروق را نمایان سازد.

#### آنژیوگرافی
روش استاندارد برای تصویر سازی از عروق است که پس از تزریق ماده حاجب به داخل رگ با اشعه ایکس عکس‌برداری می‌شود.

### درمان رفلکس سینوس کاروتید
براساس علامت دار یا بدون علامت داربودن بیماری است. روش‌های درمانی عبارتند از:
1. روشهای مدیکال یا دارویی
2. اندارترکتومی: خارج کردن پلاک چربی از داخل رگ به روش جراحی
3. روش‌های اندوواسکولار یا درون‌رگی: قرار دادن فنر یا استنت در رگ

تصمیم به انتخاب نوع روش درمانی به عوامل متعددی وابسته است که توسط جراح عروق بعد از معاینه و بررسی لازم گرفته می‌شود.

## نگارخانه

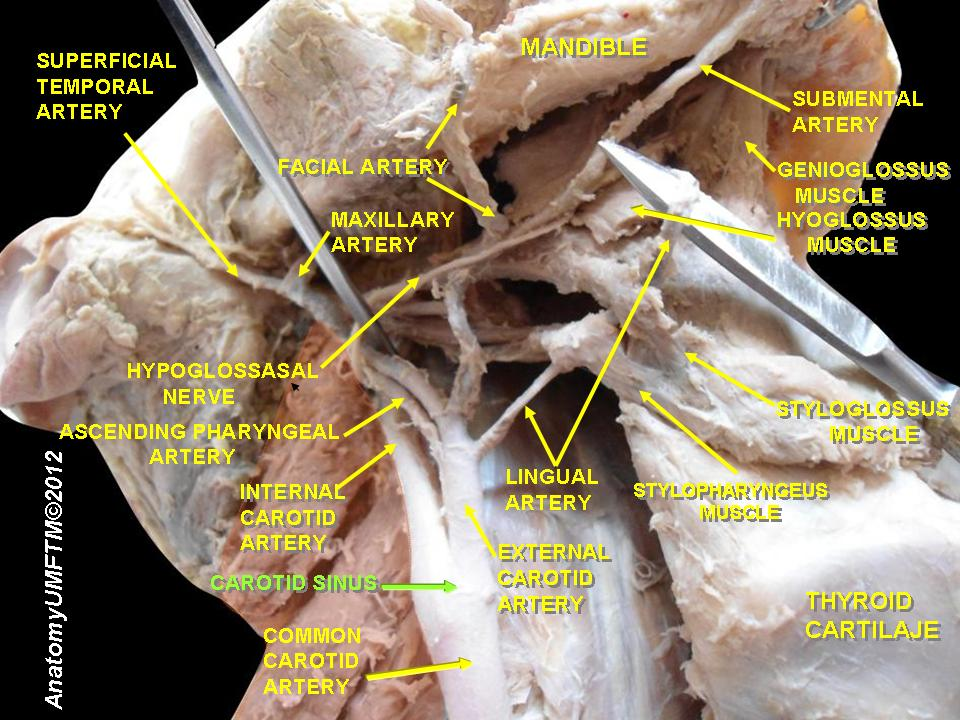
سینوس کاروتید